# Rustaj
Rustaj (ros. Рустай) – osiedle w Rosji, w obwodzie niżnonowogrodzkim, w okręgu miejskim Boru. W 2010 liczyło 399 mieszkańców.